# Sárgafülű papagáj
A sárgafülű papagáj (Ognorhynchus icterotis) a madarak osztályának papagájalakúak (Psittaciformes) rendjébe és a papagájfélék (Psittacidae) családjába tartozó Ognorhynchus nem egyetlen faja.

## Rendszerezése
A fajt Francois Victor Massena és Charles de Souancé írták le 1857-ben, a Conurus nembe Conurus icterotis néven.

## Előfordulása
Az Andokban, Ecuador és Kolumbia területén honos. Természetes élőhelyei a szubtrópusi vagy trópusi hegyi esőerdők. Állandó, de kóborló faj.

## Megjelenése
Testhossza 42 centiméter. Tollazata zöld színű, homloka, a fül foltja és a hasa sárga.

## Életmódja
Főleg a viaszpálma gyümölcsével táplálkozik, bár más gyümölcsöket és magokat is megeszik, de kérget, rügyeket és páfrányokat is fogyaszt.

## Természetvédelmi helyzete
Az elterjedési területe kicsi, egyedszáma 1000 példány körüli, viszont növekszik. A Természetvédelmi Világszövetség Vörös listáján sebezhető fajként szerepel.